# BVV in het seizoen 1963/64
Het seizoen 1963/1964 was het 10e jaar in het bestaan van de Bossche betaaldvoetbalclub BVV. De club kwam uit in de Eerste divisie en eindigde daarin op de 16e plaats, dit betekende dat de club rechtstreeks degradeerde naar de Tweede divisie. Tevens deed de club mee aan het toernooi om de KNVB Beker, hierin werd in de eerste ronde, na verlenging, verloren van Limburgia (1–2).

## Wedstrijdstatistieken

### Eerste divisie
|       | DHC   | Eindhoven | Elinkwijk | Enschedese Boys | Excelsior | Fortuna | RBC   | SHS   | Sittardia | Telstar | Veendam | Velox | De Volewijckers | VVV   | Willem II |
| ----- | ----- | --------- | --------- | --------------- | --------- | ------- | ----- | ----- | --------- | ------- | ------- | ----- | --------------- | ----- | --------- |
| Thuis | 0 – 2 | 0 – 1     | 2 – 4     | 2 – 5           | 1 – 2     | 3 – 0   | 1 – 1 | 0 – 4 | 1 – 2     | 0 – 1   | 1 – 3   | 1 – 2 | 1 – 0           | 1 – 1 | 1 – 0     |
| Uit   | 1 – 1 | 2 – 1     | 5 – 2     | 4 – 1           | 3 – 0     | 1 – 0   | 5 – 2 | 3 – 0 | 6 – 2     | 4 – 1   | 1 – 1   | 4 – 1 | 2 – 0           | 3 – 0 | 4 – 0     |

### KNVB beker
| 1e ronde                                  | Limburgia                       | 2 – 1 (1 – 1, 1 – 1) Na verlenging | BVV                  |
| 29 september 1963 Plaats: Brunssum Venweg | Harm Posthuma 40' Reinders 118' |                                    | 25' Wim van Helvoort |

## Statistieken BVV 1963/1964

### Eindstand BVV in de Nederlandse Eerste divisie 1963 / 1964
| Stand | Gespeeld | Gewonnen | Gelijk | Verloren | Punten | Doelpunten voor | Doelpunten tegen |
| ----- | -------- | -------- | ------ | -------- | ------ | --------------- | ---------------- |
| 16e   | 30       | 3        | 4      | 23       | 10     | 27              | 76               |

### Topscorers
| #      | Naam                   | Goal |
| ------ | ---------------------- | ---- |
| 1.     | Toon Pennings          | 6    |
| 2.     | Bertie Harmse          | 4    |
| 2.     | Wim Heijmans           | 4    |
| 4.     | Walter van de Kerkhove | 3    |
| 5.     | Mari van Bergen        | 2    |
| 5.     | Pierre van Dalsen      | 2    |
| 5.     | Jan Gösgens            | 2    |
| 8.     | Kees Groeneveld        | 1    |
| 8.     | Wim van Helvoort       | 1    |
| 8.     | Ben Klerks             | 1    |
| 8.     | Daan Netten            | 1    |
| Totaal | Totaal                 | 27   |

| #      | Naam             | Goal |
| ------ | ---------------- | ---- |
| 1.     | Wim van Helvoort | 1    |
| Totaal | Totaal           | 1    |

## Voetnoten
BVV ·
DHC ·
Elinkwijk ·
Enschedese Boys ·
Eindhoven ·
Excelsior ·
Fortuna ·
RBC ·
SHS ·
Sittardia ·
Telstar ·
Veendam ·
Velox ·
De Volewijckers ·
VVV ·
Willem II